# 圣贝内泽
圣贝内泽（法語：Saint-Bénézet，法語發音：[sɛ̃ benezɛ]）是法国加尔省的一个市镇，属于阿莱斯区。

## 地理
圣贝内泽（43°59'36"N, 4°8'9"E）面积6.3 平方千米，位于法国奧克西塔尼大區加尔省，该省份为法国南部沿海省份，南端濒地中海，北起顺时针与阿尔代什省、沃克吕兹省、罗讷河口省、埃罗省、阿韦龙省和洛泽尔省接壤。
与圣贝内泽接壤的市镇（或旧市镇、城区）包括：艾格勒蒙、布夸朗和诺济耶尔、卡萨尼奥勒、多梅萨尔格、莱迪尼昂、马吕埃若尔莱加尔东。

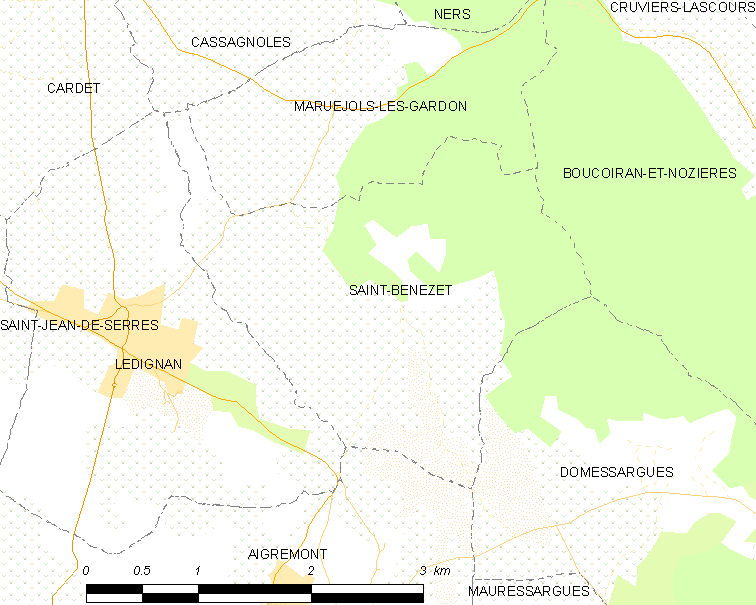
圣贝内泽的OSM定位图

圣贝内泽的时区为UTC+01:00、UTC+02:00（夏令时）。

## 行政
圣贝内泽的邮政编码为30350，INSEE市镇编码为30234。

## 政治
圣贝内泽所属的省级选区为基萨克县。

## 人口

1962-2008年间圣贝内泽人口变化图示

圣贝内泽于2022年1月1日时的人口数量为291人。